# Gino Colognesi

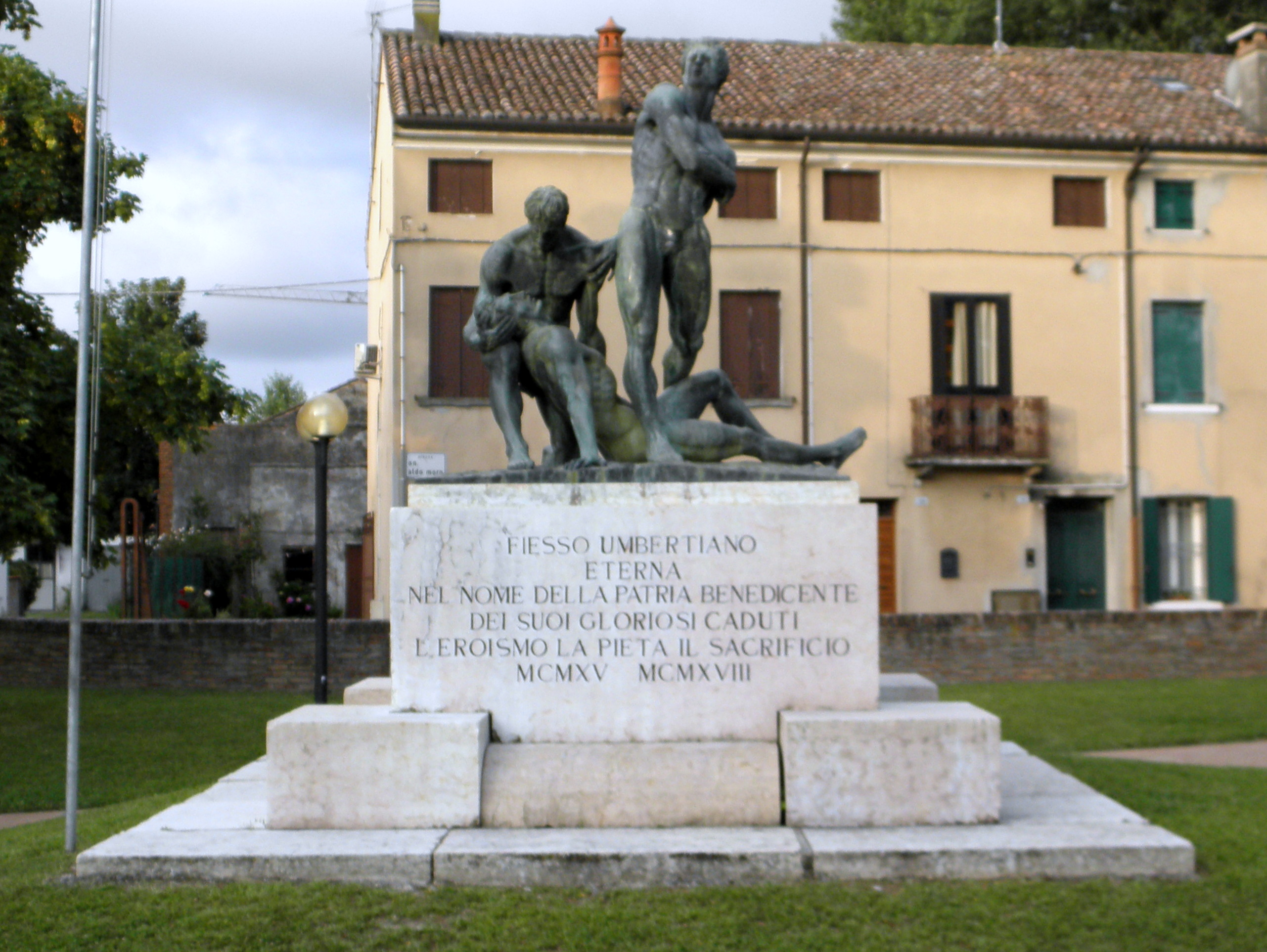
Gino Colognesi, Monumento ai Caduti della I Guerra Mondiale (Fiesso Umbertiano)

Gino Colognesi (Fiesso Umbertiano, 19 giugno 1899 – Ferrara, 10 giugno 1972) è stato uno scultore e pittore italiano.

## Biografia
Nacque dal ricco agricoltore fiessese Lorenzo e da Caterina Zuffi, originaria di Stienta.
Dopo gli anni del Ginnasio a Ferrara, nel 1916 Gino venne ammesso all'Accademia di belle arti di Firenze, ma nell'aprile 1917 fu costretto a interrompere gli studi per la chiamata alle armi. Tornato a Firenze dopo il congedo, si guadagnò la stima di Domenico Trentacoste, preside della scuola fiorentina, che lo prese come assistente nel proprio studio, assieme al giovane pistoiese Marino Marini. 
Lo stile di Trentacoste lo influenzò notevolmente, diversamente da quanto avvenne con la frequentazione del giovane nello studio di Libero Andreotti. Nel 1921, dopo il diploma, Colognesi si trasferì a Ferrara e prese in affitto lo studio dello scultore Giovanni Pietro Ferrari da poco trasferitosi in Argentina ed espose in una mostra a Palazzo Crema. 
Esponente del naturalismo, si ispirava ai bronzi del Rinascimento. Visse a Parigi dal 1925 al 1931, frequentando Antoine Bourdelle e disegnando alla scuola del nudo la Grande Chaumière. A Parigi incontrò due artisti italianiː Libero Andreotti e Filippo de Pisis. Dopo il rientro in Italia nel 1931, si trasferì a Milano, vivendo a stretto contatto con i suoi vicini di studio Francesco Messina e Arrigo Minerbi. Con quest'ultimo collaborò per i bassorilievi destinati al nuovo Ospedale del Littorio, a Roma, poi conosciuto come ospedale San Camillo-Forlanini. Le tre figure del monumento ai caduti della I Guerra mondiale di Fiesso Umbertiano, da lui scolpite, rappresentano La Pietà, Il Sacrificio e l'Eroismo.
Al suo rientro a Ferrara, iniziò un'intensa attività espositiva.

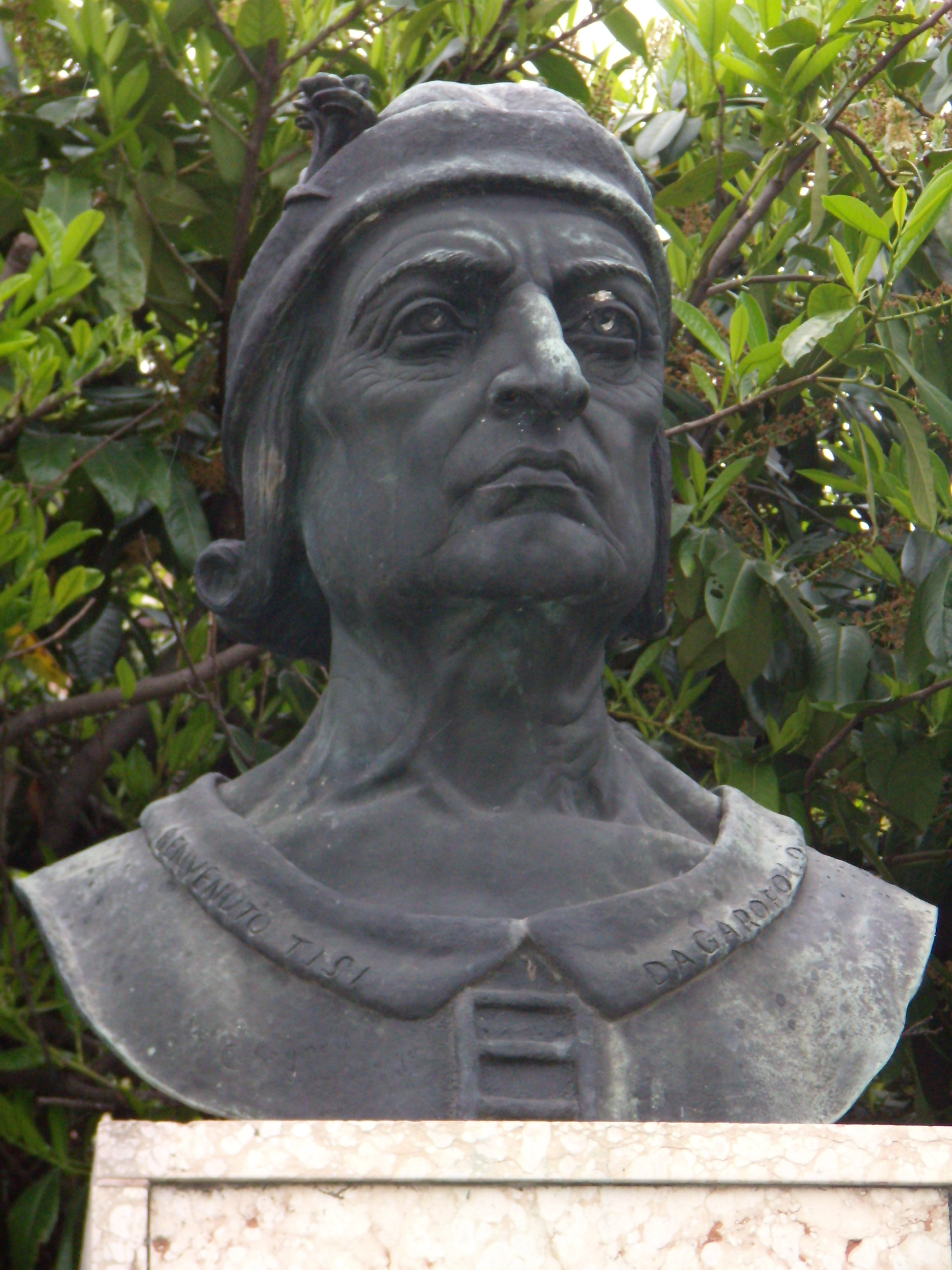
Monumento a Benvenuto Tisi da Garofalo quando fu posizionato nell'omonima via di Rovigo.

Nel 1935 Colognesi scolpì una serie di bassorilievi per l'Accademia dei Concordi a Rovigo e collocò nel dicembre 1937 il busto bronzeo del pittore rinascimentale Benvenuto Tisi da Garofalo, commissionatogli dal Municipio di Canaro, città natale di questo pittore, nella sua presunta casa. Negli anni cinquanta, il busto venne ceduto al Comune di Rovigo per collocarlo nell'omonima strada dedicata all'artista, previo un discutibile taglio eseguito da Colognesi stesso, compresa la sistemazione in erma, vedendolo inaugurato nel 1959. Oggi il busto si trova nuovamente all'ingresso della casa Tisi in Garofolo, frazione di Canaro.
Con la personale alla Galleria "Gian Ferrari" di Milano, del 1939, ebbe occasione di avvicinare il collezionismo privato di opere d'arte presentando in questa sede opere di ridotte dimensioni in legno, marmo e bronzo. Posizionò nel 1939 la statua allegorica Il Canto sulla fiancata destra del Liceo Musicale di Ferrara, affiancando l'Allegoria della Musica di Giuseppe Virgili e Il Genio dell'Arte di Ulderico Fabbri. 
Espose alla Biennale di Venezia del 1940 Toro e Mia madre, venendo segnalato con un premio dedicato ad Antonio Fradeletto (primo segretario della Biennale), avendo aderito ai concorsi veneziani relativi al Ritratto e alle Statue da giardino. L'anno successivo partecipa al concorso per l'esecuzione della grandiosa Quadriga in bronzo da porre sulla facciata del Palazzo dei Ricevimenti e Congressi all'E 42 a Roma, piazzandosi alle spalle di Francesco Messina.
Dopo un lungo soggiorno a San Paolo del Brasile dal 1950 al 1959, fece ritorno al paese natale.
Sempre alla ricerca di nuove composizioni e tecniche per le sue sculture e per i suoi quadri all'encausto, lavorando con fornelli a petrolio e a gas nel suo studio a Fiesso Umbertiano, la sera del 31 maggio 1972 provocò un incendio alimentato da quanto era presente nella stanza. L'artista venne assalito dalle fiamme nel tentativo di salvare alcune opere. Trasportato all'Arcispedale Sant'Anna di Ferrara, intossicato e gravemente ustionato, morì il 10 giugno 1972. Venne sepolto nella cappella funeraria di famiglia nel cimitero del paese natale, decorata da un suo Crocifisso.
Meno nota e studiata è la sua opera pittorica.

## Opere pubbliche
Una sala del Municipio di Fiesso Umbertiano - che ha sede a Villa Morosini Vendramin-Calergi - è dedicata a opere di Gino Colognesi; al suo interno si trova anche il Sacrario ai caduti di tutte le guerre, realizzato nel 1967 con diverse opere dell'artista. 
Sue sculture si trovano anche al Museo d'arte moderna e contemporanea Filippo de Pisis di Ferrara, all'Università di Padova, alla Camera di Commercio di Rovigo ed un Nudo di donna alla Galleria d'Arte Moderna di Milano, nonché alcune opere presso il Museo Rimoldi di Cortina d'Ampezzo. 
Sull'altare maggiore della chiesa arcipretale di Fiesso c'è il suo Cristo in croce.
Colognesi ha scolpito cinque monumenti ai Caduti, collocati in altrettanti Comuni del Polesine, di cui solamente due (Fiesso e Canaro) furono risparmiati dalla fusione bellica durante la seconda guerra mondiale.

## Altre opere
- Ritratto di Giorgio De Vincenzi, 1925, Bondeno, Collezione Grandi[5]
- Sorriso, 1921-1969, bronzo
- Ai mutilati (l'eroe cieco), bronzo, Fiesso Umbertiano, Municipio (Sacrario)
- Alle madri, alle vedove, 1922, bronzo, Fiesso Umbertiano, Municipio (Sacrario)[6]
- Agli orfani, gesso, Fiesso Umbertiano, Municipio (Sacrario)
- Cavallo al passo, 1932, bronzo
- Bacchino, 1933, bronzo
- Omaggio a Dostoevskij (L'Idiota), 1934, bronzo
- Vecchio romano, 1936, cera, Fiesso Umbertiano, Municipio (Sacrario)
- Busto di Caterina Zuffi-Colognesi, 1936
- Busto di Giovanni Ricci, 1948, bronzo
- Il Fiocinino, 1950, bronzo
- Cavallino, 1951, bronzo
- Cristo degli internati, 1957, Fiesso Umbertiano, Municipio (Sacrario)
- La famiglia romana davanti all'ara votiva, 1959, Fiesso Umbertiano, Municipio
- Busto di donna, 1960, gres
- Amore e Psiche, 1960, bronzo
- Venere anadiomene, 1961, bronzo
- Cavallo al passo, 1964, bronzo, Fiesso Umbertiano, Municipio
- Pietà, 1966, bronzo
- Donna in costume antico (Marfisa d'Este), 1966, gesso patinato, Fiesso Umbertiano, Municipio
- Danzatrice mulatta, 1969, bronzo
- Testa di Lorenzo Colognesi, marmo
- Donna con collana, bronzo
- Il lavoratore antico, pietra artificiale
- Lo scaricatore della darsena, marmo
- Testa di Lorenzo Colognesi, marmo
- Ritratto di Lorenza Colognesi, cera
- L'ebreo errante
- Cenerentola
- Scena romana, gesso policromo
- Busto di ragazza con le trecce, gesso patinato, Fiesso Umbertiano, Municipio
- Satiro, bronzo
- Famiglia contadina, gesso patinato
- Uomo nudo in un paesaggio, gesso policromo, Fiesso Umbertiano, Municipio

## Opere pittoriche
- L'aratura in Polesine, 1932, incisione
- Natura morta con mimosa, 1946, encausto su cartone
- Natura morta con ciclamini, 1947, encausto su tela
- Natura morta con pennelli, 1947, encausto su tela
- Natura morta con bottiglia, 1956, olio su tela
- Natura morta con amaryllis, 1962, olio su cartone
- Animali da cortile, 1963
- Paesaggio, 1964, olio su cartone
- Natura morta con girasoli, 1964, olio su tela, Fiesso Umbertiano, Municipio
- Fauna esotica, 1967, incisione
- Marina di Chioggia, olio su tela

## Opere distrutte
- Il monumento ai Caduti di Costa
- Il monumento ai Caduti di Castelgugliemo
- Il monumento ai Caduti di Fratta Polesine
- Saltatore